# کاباره نیمه‌شب
کاباره نیمه‌شب (انگلیسی: The Midnight Cabaret) یک فیلم کمدی صامت کوتاه آمریکایی به کارگردانی لری سمون است که در سال ۱۹۲۳ منتشر شد. از بازیگران این فیلم می‌توان به اولیور هاردی، لری سمون، کتلین مایرز، ویلیام هابر، آل تامپسون و جو راک اشاره کرد.